# 香港電影金像獎最佳原創電影歌曲
香港電影金像獎最佳原創電影歌曲，前稱“最佳主题曲”（第2届）、“最佳電影歌曲”（第3、5-14届）、“最佳歌曲”（第4届），是現行頒發獎項，該獎項主要授予年度最出色的香港電影原創歌曲。
大會為得獎歌曲的作曲人、填詞人及主唱歌手各自頒發一個獎座，如歌手本身同為歌曲創作人，亦會頒發兩個或以上的獎座予對方。

## 得獎與入圍
|  | 得獎者 |

### 1980年代（1983 — 1989 年）
| 年份 （屆次）    | 歌曲                                                                 | 片名                 | 來源  |
| ---------------- | -------------------------------------------------------------------- | -------------------- | ----- |
| 1983年 （第2屆） | 戚眼眉 作曲：陳秋霞 填詞：林振強 主唱：露雲娜                        | 《俏皮女學生》       | [ 1 ] |
| 1983年 （第2屆） | 最佳拍檔 作曲、填詞、主唱：許冠傑                                    | 《最佳拍檔》         | [ 1 ] |
| 1983年 （第2屆） | 愛人女神 作曲：聶安達 填詞：黎彼得 主唱：譚詠麟                      | 《愛人女神》         | [ 1 ] |
| 1983年 （第2屆） | 小生怕怕 作曲：泰迪羅賓 填詞：黃百鳴 主唱：譚詠麟                    | 《小生怕怕》         | [ 1 ] |
| 1983年 （第2屆） | 彩雲曲 作曲：林敏怡 填詞：林敏驄 主唱：雷安娜                        | 《彩雲曲》           | [ 1 ] |
| 1984年 （第3屆） | 酒矸倘賣無 作曲：侯德健 填詞：侯德健 主唱：蘇芮                      | 《搭錯車》           | [ 2 ] |
| 1984年 （第3屆） | 海市蜃樓 填詞：鄭國江 作曲、主唱：林子祥                             | 《我愛夜來香》       | [ 2 ] |
| 1984年 （第3屆） | 一段情 作曲：鍾鎮濤 填詞：盧永強 主唱：鍾鎮濤、彭健新                | 《表錯七日情》       | [ 2 ] |
| 1984年 （第3屆） | 跟你做個friend 作曲、填詞、主唱：許冠傑                              | 《最佳拍檔大顯神通》 | [ 2 ] |
| 1984年 （第3屆） | 白金升降機 作曲：鮑比達 填詞：林振強 主唱：陳潔靈                    | 《星際鈍胎》         | [ 2 ] |
| 1985年 （第4屆） | 偶遇 作曲：李雅桑 填詞：鄭國江 主唱：林志美                          | 《少女日記》         | [ 3 ] |
| 1985年 （第4屆） | 晚風 作曲、填詞：黃霑 主唱：葉蒨文                                   | 《上海之夜》         | [ 3 ] |
| 1985年 （第4屆） | 愛的根源 作曲：陳斐立 填詞：林敏驄 主唱：譚詠麟                      | 《君子好逑》         | [ 3 ] |
| 1985年 （第4屆） | 似水流年 作曲：喜多郎 填詞：鄭國江 主唱：梅艷芳                      | 《似水流年》         | [ 3 ] |
| 1985年 （第4屆） | 幻影 作曲：林敏怡 填詞：林敏驄 主唱：譚詠麟                          | 《陰陽錯》           | [ 3 ] |
| 1986年 （第5屆） | 誰可相依 作曲：林敏怡 填詞：潘源良 主唱：蘇芮                        | 《龍的心》           | [ 4 ] |
| 1986年 （第5屆） | 最緊要好玩 填詞：林振強 作曲、主唱：許冠傑                           | 《打工皇帝》         | [ 4 ] |
| 1986年 （第5屆） | 快樂老實人 填詞：唐書琛 作曲、主唱：盧冠廷                           | 《1/2段情》          | [ 4 ] |
| 1986年 （第5屆） | 誰能明白我 填詞：鄭國江 作曲、主唱：林子祥                           | 《貓頭鷹與小飛象》   | [ 4 ] |
| 1986年 （第5屆） | 鬼新娘 作曲：聶安達 填詞：鄭國江 主唱：傑兒合唱團                    | 《殭屍先生》         | [ 4 ] |
| 1987年 （第6屆） | 最愛是誰 作曲：盧冠廷 填詞：潘源良 主唱：林子祥                      | 《最愛》             | [ 5 ] |
| 1987年 （第6屆） | 海上花 作曲、填詞：羅大佑 主唱：甄妮                                 | 《海上花》           | [ 5 ] |
| 1987年 （第6屆） | 最後的玫瑰 作曲：林敏怡 填詞：鄭國江 主唱：甄妮                      | 《玫瑰的故事》       | [ 5 ] |
| 1987年 （第6屆） | 車站 作曲：林敏怡 填詞：潘源良、林振強 主唱：蘇芮、夏韶聲            | 《富貴列車》         | [ 5 ] |
| 1987年 （第6屆） | 地下情 作曲：林敏怡 填詞：鄭國江 主唱：蔡琴                          | 《地下情》           | [ 5 ] |
| 1988年 （第7屆） | 黎明不要來 作曲、填詞：黃霑 主唱：葉蒨文                             | 《倩女幽魂》         | [ 6 ] |
| 1988年 （第7屆） | 宇宙無限 作曲：Donald Ashely 填詞：林振強 主唱：許冠傑               | 《衛斯理傳奇》       | [ 6 ] |
| 1988年 （第7屆） | 充滿希望 作曲：盧冠廷 填詞：莊冠男 主唱：Maria Cordero               | 《監獄風雲》         | [ 6 ] |
| 1988年 （第7屆） | 要爭取快樂 作曲：泰迪羅賓 填詞：泰迪羅賓、林敏驄 主唱：Maria Cordero | 《龍虎風雲》         | [ 6 ] |
| 1988年 （第7屆） | 倩女幽魂 作曲、填詞：黃霑 主唱：張國榮                               | 《倩女幽魂》         | [ 6 ] |
| 1988年 （第7屆） | 道 作曲、填詞、主唱：黃霑                                            | 《倩女幽魂》         | [ 6 ] |
| 1989年 （第8屆） | 胭脂扣 作曲：黎小田 填詞：鄧景生 主唱：梅艷芳                        | 《胭脂扣》           | [ 7 ] |
| 1989年 （第8屆） | 大丈夫日記 作曲、填詞：黃霑 主唱：周潤發                             | 《大丈夫日記》       | [ 7 ] |
| 1989年 （第8屆） | 故園風雪後 填詞：陳少琪 作曲、主唱：林子祥                           | 《今夜星光燦爛》     | [ 7 ] |
| 1989年 （第8屆） | 夜溫柔 作曲：羅永暉 填詞：林振強 主唱：何嘉麗                        | 《群鶯亂舞》         | [ 7 ] |

### 1990年代（1990 — 1999 年）
| 年份 （屆次）     | 歌曲                                                                        | 片名                     | 來源   |
| ----------------- | --------------------------------------------------------------------------- | ------------------------ | ------ |
| 1990年 （第9屆）  | 憑著愛 作曲：盧冠廷 填詞：潘源良 主唱：蘇芮                                 | 《群龍戲鳳》             | [ 8 ]  |
| 1990年 （第9屆）  | 船歌 作曲、填詞：羅大佑 主唱：齊豫                                          | 《八兩金》               | [ 8 ]  |
| 1990年 （第9屆）  | 飛沙風中轉 作曲：羅大佑 填詞：林振強 主唱：周潤發                           | 《我在黑社會的日子》     | [ 8 ]  |
| 1990年 （第9屆）  | 阿郎戀曲 作曲：羅大佑 填詞、主唱：許冠傑                                    | 《阿郎的故事》           | [ 8 ]  |
| 1990年 （第9屆）  | 午夜迷牆 填詞：黃貫中 作曲、主唱：黃家駒                                    | 《黑色迷牆》             | [ 8 ]  |
| 1991年 （第10屆） | 滄海一聲笑 作曲、填詞：黃霑 主唱：許冠傑                                    | 《笑傲江湖》             | [ 9 ]  |
| 1991年 （第10屆） | 天若有情 作曲：羅大佑 填詞：李健達 主唱：袁鳳瑛                             | 《天若有情》             | [ 9 ]  |
| 1991年 （第10屆） | 焚心以火 作曲：顧嘉煇、黃霑 填詞：黃霑 主唱：葉蒨文                         | 《秦俑》                 | [ 9 ]  |
| 1991年 （第10屆） | 滾滾紅塵 作曲、填詞：羅大佑 主唱：陳淑樺                                    | 《滾滾紅塵》             | [ 9 ]  |
| 1992年 （第11屆） | 似是故人來 作曲：羅大佑 填詞：林夕 主唱：梅艷芳                             | 《雙鐲》                 | [ 10 ] |
| 1992年 （第11屆） | 一起走過的日子 作曲：胡偉立 填詞：小美 主唱：劉德華                         | 《至尊無上II之永霸天下》 | [ 10 ] |
| 1992年 （第11屆） | 何日 作曲：倫永亮 填詞：黃霑 主唱：梅艷芳                                   | 《何日君再來》           | [ 10 ] |
| 1992年 （第11屆） | 春風秋雨 作曲：李宗盛 填詞：林振強 主唱：葉蒨文                             | 《莎莎嘉嘉站起來》       | [ 10 ] |
| 1992年 （第11屆） | 與龍共舞 作曲：盧冠廷 填詞：小美 主唱：鄺美雲                               | 《與龍共舞》             | [ 10 ] |
| 1993年 （第12屆） | 葬心 作曲：小蟲 填詞：小蟲、姚若龍 主唱：黃鶯鶯                             | 《阮玲玉》               | [ 11 ] |
| 1993年 （第12屆） | 只記今朝笑 作曲、填詞：黃霑 主唱：呂珊                                      | 《笑傲江湖II東方不敗》   | [ 11 ] |
| 1993年 （第12屆） | 如今才是唯一 作曲：羅大佑 填詞：林夕 主唱：羅大佑、娃娃                     | 《夢醒時分》             | [ 11 ] |
| 1993年 （第12屆） | 長路漫漫伴你闖 作曲：顧嘉煇 填詞：黃霑 主唱：林子祥                         | 《武狀元蘇乞兒》         | [ 11 ] |
| 1994年 （第13屆） | 女人心 作曲：羅大佑 填詞：林夕 主唱：梅艷芳                                 | 《東方三俠》             | [ 12 ] |
| 1994年 （第13屆） | 紅顏白髮 填詞：林夕 作曲、主唱：張國榮                                      | 《白髮魔女傳》           | [ 12 ] |
| 1994年 （第13屆） | 新不了情 作曲：鮑比達 填詞：黃鬱 主唱：萬芳                                 | 《新不了情》             | [ 12 ] |
| 1994年 （第13屆） | 世界這麼好 作曲：韋啟良 填詞：陳守樸 主唱：兒童合唱                         | 《七月十四》             | [ 12 ] |
| 1994年 （第13屆） | 莫問一生 作曲：羅大佑 填詞：林夕 主唱：梅艷芳                               | 《東方三俠》             | [ 12 ] |
| 1995年 （第14屆） | 追 作曲：李迪文 填詞：林夕 主唱：張國榮                                     | 《金枝玉葉》             | [ 13 ] |
| 1995年 （第14屆） | 忘情水 作曲：陳耀川 填詞：李安修 主唱：劉德華                               | 《天與地》               | [ 13 ] |
| 1995年 （第14屆） | 願 作曲：黃偉年、許愿 填詞：林夕 主唱：林憶蓮                               | 《晚9朝5》               | [ 13 ] |
| 1995年 （第14屆） | 當愛變成習慣 作曲：劉諾生 填詞：陳少琪 主唱：張學友                         | 《非常偵探》             | [ 13 ] |
| 1995年 （第14屆） | 玫瑰香 作曲、填詞：小蟲 主唱：林憶蓮                                        | 《紅玫瑰白玫瑰》         | [ 13 ] |
| 1996年 （第15屆） | 完全因你 作曲：Alex San 填詞：李敏 主唱：彭羚                               | 《和平飯店》             | [ 14 ] |
| 1996年 （第15屆） | 情深的一句 作曲：陳子鴻 填詞、主唱：劉德華                                  | 《烈火戰車》             | [ 14 ] |
| 1996年 （第15屆） | 夜半歌聲 填詞：莫如昇 作曲、主唱：張國榮                                    | 《夜半歌聲》             | [ 14 ] |
| 1996年 （第15屆） | 一切很美只因有你 作曲：雷頌德 填詞：周禮茂 主唱：陳慧琳                     | 《仙樂飄飄》             | [ 14 ] |
| 1996年 （第15屆） | 只愛你 作曲：劉諾生 填詞：李敏 主唱：鄭嘉穎                                 | 《香江花月夜》           | [ 14 ] |
| 1997年 （第16屆） | 風花雪 作曲：雷頌德 填詞：周禮茂 主唱：陳慧琳                               | 《天涯海角》             | [ 15 ] |
| 1997年 （第16屆） | 色情男女 作曲：蔡德才 填詞：林夕 主唱：莫文蔚、陳小春                       | 《色情男女》             | [ 15 ] |
| 1997年 （第16屆） | 有心人 作曲：張國榮 填詞：林夕 主唱：張國榮、梅艷芳                         | 《金枝玉葉2》            | [ 15 ] |
| 1997年 （第16屆） | 默契 作曲：陳國華 填詞：李敏 主唱：鄭秀文                                   | 《百分百啱Feel》         | [ 15 ] |
| 1998年 （第17屆） | 歡樂今宵 作曲：黃丹儀 填詞：黃偉文 主唱：古巨基                             | 《求戀期》               | [ 16 ] |
| 1998年 （第17屆） | 半生緣 作曲：黃國倫 填詞：林夕 主唱：黎明                                   | 《半生緣》               | [ 16 ] |
| 1998年 （第17屆） | 孤星淚 作曲、填詞：伍佰 主唱：劉德華                                        | 《黑金》                 | [ 16 ] |
| 1998年 （第17屆） | 一於奉陪 作曲：劉祖德 填詞：林振強 主唱：鄭伊健、陳小春                     | 《97古惑仔戰無不勝》     | [ 16 ] |
| 1998年 （第17屆） | 我愛廚房 作曲：大友良英 填詞：鄭國江 主唱：彭羚                             | 《我愛廚房》             | [ 16 ] |
| 1999年 （第18屆） | 今生不再 作曲：李迪文 填詞：林夕 主唱：黎明                                 | 《玻璃之城》             | [ 17 ] |
| 1999年 （第18屆） | 風雲 作曲：陳光榮 填詞：林夕 主唱：鄭伊健                                   | 《風雲雄霸天下》         | [ 17 ] |
| 1999年 （第18屆） | 驚變 作曲：譚國政 填詞：小美 主唱：郭富城                                   | 《風雲雄霸天下》         | [ 17 ] |
| 1999年 （第18屆） | 你是我的女人 作曲：Kenny G、T.K. Chan、Walter Afanasieff 填詞、主唱：劉德華 | 《龍在江湖》             | [ 17 ] |
| 1999年 （第18屆） | 去年煙花特別多 作曲、填詞：林華全 主唱：劉德華                              | 《去年煙花特別多》       | [ 17 ] |

### 2000年代（2000 — 2009 年）
| 年份 （屆次）     | 歌曲                                                                            | 片名                       | 來源   |
| ----------------- | ------------------------------------------------------------------------------- | -------------------------- | ------ |
| 2000年 （第19屆） | 星語心願 作曲：金培達 填詞：高雪嵐 主唱：張柏芝                                 | 《星願》                   | [ 18 ] |
| 2000年 （第19屆） | 天煞孤星 作曲：陳光榮 填詞：林夕 主唱：鄭伊健                                   | 《中華英雄》               | [ 18 ] |
| 2000年 （第19屆） | 愛後餘生 作曲：伍樂城 填詞：林夕 主唱：謝霆鋒                                   | 《半支煙》                 | [ 18 ] |
| 2000年 （第19屆） | 燭光 作曲、填詞：潘協慶 主唱：任賢齊                                            | 《星願》                   | [ 18 ] |
| 2000年 （第19屆） | 泡沫童真 作曲、填詞：林華全 主唱：谷祖琳                                        | 《細路祥》                 | [ 18 ] |
| 2001年 （第20屆） | 月光愛人 作曲：譚盾、Jorge Calandrelli 填詞：易家揚 主唱：李玟                  | 《臥虎藏龍》               | [ 19 ] |
| 2001年 （第20屆） | 黑夜不再來 作曲：陳輝陽 填詞：林夕 主唱：陳奕迅                                 | 《十二夜》                 | [ 19 ] |
| 2001年 （第20屆） | 感情線上 作曲：黃嘉倩 填詞：林夕 主唱：鄭秀文                                   | 《孤男寡女》               | [ 19 ] |
| 2001年 （第20屆） | 浪花一朵朵 作曲、填詞：任賢齊、陳慶祥 主唱：任賢齊、陳慶祥、光良                | 《夏日的麼麼茶》           | [ 19 ] |
| 2001年 （第20屆） | 薰衣草 作曲：伍樂城 填詞：林夕 主唱：陳慧琳                                     | 《薰衣草》                 | [ 19 ] |
| 2002年 （第21屆） | 終身美麗 作曲：陳輝陽 填詞：林夕 主唱：鄭秀文                                   | 《瘦身男女》               | [ 20 ] |
| 2002年 （第21屆） | 踢出個未來 作曲：陳德建 填詞、主唱：劉德華                                      | 《少林足球》               | [ 20 ] |
| 2002年 （第21屆） | 回憶之前忘記之後 作曲：黎允文 填詞：羅啟銳 主唱：汪峰                           | 《北京樂與路》             | [ 20 ] |
| 2002年 （第21屆） | Para Para Sakura 作曲：金培達 填詞：陳少琪 主唱：郭富城                         | 《芭啦芭啦櫻之花》         | [ 20 ] |
| 2002年 （第21屆） | 明明 作曲：陳珊妮 填詞：姚謙 主唱：林憶蓮                                       | 《遊園驚夢》               | [ 20 ] |
| 2003年 （第22屆） | 無間道 作曲：伍樂城 填詞：林夕 主唱：劉德華、梁朝偉                             | 《無間道》                 | [ 21 ] |
| 2003年 （第22屆） | 明年今日 作曲：陳小霞 填詞：林夕 主唱：陳奕迅                                   | 《賤精先生》               | [ 21 ] |
| 2003年 （第22屆） | 英雄 作曲：張亞東 填詞：林夕 主唱：王菲                                         | 《英雄》                   | [ 21 ] |
| 2003年 （第22屆） | 想飛 作曲：李宗盛、榮哲生 填詞：李宗盛、山崎滋 主唱：李心潔                     | 《想飛》                   | [ 21 ] |
| 2003年 （第22屆） | 你會不會 填詞：林夕 作曲、主唱：陳奕迅                                          | 《幽靈人間II之鬼味人間》   | [ 21 ] |
| 2004年 （第23屆） | 長空 作曲：黃家強 填詞：黃家強、葉世榮 主唱：Beyond                             | 《無間道II》               | [ 22 ] |
| 2004年 （第23屆） | 身外情 作曲：梁基爵 填詞：林夕 主唱：黃耀明                                     | 《大隻佬》                 | [ 22 ] |
| 2004年 （第23屆） | 兩個人的幸運 作曲：金培達 填詞：林夕 主唱：梁詠琪                               | 《向左走·向右走》          | [ 22 ] |
| 2004年 （第23屆） | 下一站天后 作曲：伍樂城 填詞：黃偉文 主唱：蔡卓妍                               | 《下一站…天后》            | [ 22 ] |
| 2004年 （第23屆） | 忘了忘不了 作曲：金培達 填詞：陳少琪 主唱：張柏芝                               | 《忘不了》                 | [ 22 ] |
| 2005年 （第24屆） | 咁咁咁 作曲：The Pancakes 填詞：The Pancakes、謝立文 主唱：The Pancakes         | 《麥兜菠蘿油王子》         | [ 23 ] |
| 2005年 （第24屆） | 兩個人的煙火 作曲：雷頌德 填詞：林夕 主唱：黎明                                 | 《大城小事》               | [ 23 ] |
| 2005年 （第24屆） | 身驕肉貴 作曲：伍樂城 填詞：林夕 主唱：容祖兒                                   | 《身驕肉貴》               | [ 23 ] |
| 2005年 （第24屆） | 如果你有事 作曲：劉祖德 填詞：林夕、劉德華 主唱：鄭秀文                         | 《龍鳳鬥》                 | [ 23 ] |
| 2005年 （第24屆） | 調情 作曲：林一峰 填詞：黃偉文 主唱：鄭秀文                                     | 《魔幻廚房》               | [ 23 ] |
| 2006年 （第25屆） | 如果愛 作曲：金培達 填詞：姚謙 主唱：張學友                                     | 《如果·愛》                | [ 24 ] |
| 2006年 （第25屆） | Endless Love 作曲：崔浚榮 填詞：崔浚榮、王中言 主唱：成龍、金喜善               | 《神話》                   | [ 24 ] |
| 2006年 （第25屆） | 下次不敢 作曲：金培達 填詞、主唱：劉德華                                        | 《童夢奇緣》               | [ 24 ] |
| 2006年 （第25屆） | 飄移 作曲：周杰倫 填詞：方文山 主唱：周杰倫                                     | 《頭文字D》                | [ 24 ] |
| 2006年 （第25屆） | 無賴 作曲、填詞：李峻一 主唱：鄭中基                                            | 《龍咁威II之皇母娘娘呢？》 | [ 24 ] |
| 2007年 （第26屆） | 菊花台 作曲：周杰倫 填詞：方文山 主唱：周杰倫                                   | 《滿城盡帶黃金甲》         | [ 25 ] |
| 2007年 （第26屆） | 阿當的抉擇 作曲：大飛 填詞：李峻一 主唱：Alive                                  | 《四大天王》               | [ 25 ] |
| 2007年 （第26屆） | 生日快樂 作曲：陳輝陽 填詞：林夕 主唱：劉若英                                   | 《生日快樂》               | [ 25 ] |
| 2007年 （第26屆） | 我用所有報答愛 作曲：譚盾 填詞：范學宜 主唱：張靚穎                             | 《夜宴》                   | [ 25 ] |
| 2007年 （第26屆） | 霍元甲 填詞：方文山 作曲、主唱：周杰倫                                          | 《霍元甲》                 | [ 25 ] |
| 2008年 （第27屆） | 逼得太緊 作曲：黃丹儀 填詞：林夕 主唱：吳雨霏                                   | 《十分愛》                 | [ 26 ] |
| 2008年 （第27屆） | 兄弟 作曲：陳奕迅 填詞：劉德華 主唱：陳奕迅、劉德華                             | 《兄弟》                   | [ 26 ] |
| 2008年 （第27屆） | 星光伴我心 作曲：金培達 填詞：陳少琪 主唱：鄭中基                               | 《老港正傳》               | [ 26 ] |
| 2008年 （第27屆） | 流浪者之歌 作曲：黃耀明、蔡德才 填詞：林夕 主唱：黃耀明、周迅                   | 《明明》                   | [ 26 ] |
| 2008年 （第27屆） | 問天不應 填詞：潘源良 作曲、主唱：林子祥                                        | 《野·良犬》                | [ 26 ] |
| 2009年 （第28屆） | 畫心 作曲：藤原育郎 填詞：陳少琪 主唱：張靚穎                                   | 《畫皮》                   | [ 27 ] |
| 2009年 （第28屆） | 隨夢而飛 作曲：雷頌德 填詞：林夕 主唱：黎明、陳慧琳                             | 《江山美人》               | [ 27 ] |
| 2009年 （第28屆） | 分手要狠 作曲：朱敬然 填詞：方杰 主唱：吳雨霏                                   | 《我的最愛》               | [ 27 ] |
| 2009年 （第28屆） | 心戰 作曲：岩代太郎 填詞：李焯雄 主唱：阿蘭                                     | 《赤壁》                   | [ 27 ] |
| 2009年 （第28屆） | 一萬年的序幕 作曲：克合爾曼·克尤木 填詞：螞蟻米工廠 主唱：李心潔、迪麗努爾•皮達 | 《深海尋人》               | [ 27 ] |

### 2010年代（2010 — 2019 年）
| 年份 （屆次）     | 歌曲                                                                                                | 片名                   | 來源   |
| ----------------- | --------------------------------------------------------------------------------------------------- | ---------------------- | ------ |
| 2010年 （第29屆） | 歲月輕狂 作曲：盧冠廷 填詞：羅啟銳 主唱：李治廷                                                     | 《歲月神偷》           | [ 28 ] |
| 2010年 （第29屆） | 粉末 作曲：陳光榮 填詞：岑偉宗 主唱：李宇春                                                         | 《十月圍城》           | [ 28 ] |
| 2010年 （第29屆） | 大江東去 作曲：岩代太郎 填詞：李焯雄 主唱：阿蘭                                                     | 《赤壁：決戰天下》     | [ 28 ] |
| 2010年 （第29屆） | 木蘭情 作曲：李偲菘 填詞：易家揚 主唱：孫燕姿                                                       | 《花木蘭》             | [ 28 ] |
| 2010年 （第29屆） | 麥兜響噹噹 作曲：The Pancakes 填詞：The Pancakes、謝立文 主唱：The Pancakes                         | 《麥兜響噹噹》         | [ 28 ] |
| 2011年 （第30屆） | Here To Stay 作曲、填詞、主唱：恭碩良                                                               | 《東風破》             | [ 29 ] |
| 2011年 （第30屆） | 幽蘭操 作曲：謳歌 填詞：杏壇春熙法蘭文化沙龍 主唱：王菲                                             | 《孔子：決戰春秋》     | [ 29 ] |
| 2011年 （第30屆） | 熱辣辣 作曲：梁翹柏 填詞：李焯雄 主唱：張學友                                                       | 《全城熱戀熱辣辣》     | [ 29 ] |
| 2011年 （第30屆） | 劍雨浮生 作曲：薩頂頂、彭勃 填詞：薩頂頂、李木子 主唱：薩頂頂、吳青峰                               | 《劍雨》               | [ 29 ] |
| 2011年 （第30屆） | Have A Good Life 作曲、填詞：范曉萱 主唱：林智娟                                                    | 《戀人絮語》           | [ 29 ] |
| 2012年 （第31屆） | 兩心花 作曲：恭碩良 填詞：潘源良 主唱：林憶蓮                                                       | 《出軌的女人》         | [ 30 ] |
| 2012年 （第31屆） | 錯過了地址 作曲、填詞、主唱：王菀之                                                                 | 《不再讓你孤單》       | [ 30 ] |
| 2012年 （第31屆） | 迷走江湖 作曲、填詞、主唱：竇唯                                                                     | 《武俠》               | [ 30 ] |
| 2012年 （第31屆） | 悟 作曲：趙欽 填詞、主唱：劉德華                                                                    | 《新少林寺》           | [ 30 ] |
| 2012年 （第31屆） | 水漫金山 填詞：林夕 作曲、主唱：岳薇                                                                | 《奪命金》             | [ 30 ] |
| 2013年 （第32屆） | 定風波 作曲：高世宗 填詞：岑偉宗 主唱：張學友                                                       | 《大上海》             | [ 31 ] |
| 2013年 （第32屆） | 刀鋒偏冷 作曲：周杰倫 填詞：方文山 主唱：李宇春                                                     | 《血滴子》             | [ 31 ] |
| 2013年 （第32屆） | DoReMi 作曲：羅大佑 填詞：林夕 主唱：鄭秀文                                                         | 《高海拔之戀II》       | [ 31 ] |
| 2013年 （第32屆） | 戀無可戀 作曲：方皓玟 填詞：林夕 主唱：古巨基                                                       | 《喜愛夜蒲2》          | [ 31 ] |
| 2013年 （第32屆） | 追風箏的風箏 作曲：Davy Chan、C.Y. Kong 填詞：林夕 主唱：容祖兒、林欣彤                             | 《DIVA華麗之後》       | [ 31 ] |
| 2014年 （第33屆） | 狂舞吧 作曲：戴偉 填詞：陳心遙 主唱：黃宇希、Dough-Boy                                              | 《狂舞派》             | [ 32 ] |
| 2014年 （第33屆） | 新秩序 作曲、填詞、主唱：黃貫中                                                                     | 《古惑仔：江湖新秩序》 | [ 32 ] |
| 2014年 （第33屆） | 盲愛 作曲：Hal Foxton Beckett、Marc Bari 填詞：林夕 主唱：劉德華、鄭秀文                            | 《盲探》               | [ 32 ] |
| 2014年 （第33屆） | 心照一生 填詞：RubberBand、Tim Lui 作、主唱：RubberBand                                             | 《掃毒》               | [ 32 ] |
| 2014年 （第33屆） | 愛最大 作曲：謝霆鋒 填詞：謝霆鋒、喬星、Kit@24Herbs、Phat@24Herbs 主唱：謝霆鋒、廿四味              | 《救火英雄》           | [ 32 ] |
| 2015年 （第34屆） | 目的地 作曲：黃耀明、蔡德才 填詞：黃偉文 主唱：黃耀明                                               | 《香港仔》             | [ 33 ] |
| 2015年 （第34屆） | 不再說分手 作曲：陳光榮 填詞：小廣 主唱：王菀之                                                     | 《分手100次》          | [ 33 ] |
| 2015年 （第34屆） | 美麗新香港 作曲、填詞：my little airport-林阿p 主唱：my little airport-Nicole                       | 《金雞SSS》            | [ 33 ] |
| 2015年 （第34屆） | 將軍令 作曲、填詞：五月天-阿信 主唱：五月天                                                         | 《黃飛鴻之英雄有夢》   | [ 33 ] |
| 2015年 （第34屆） | 暴風雨 作曲：高世章 填詞：岑偉宗 主唱：陳奕迅                                                       | 《暴瘋語》             | [ 33 ] |
| 2016年 （第35屆） | 差一點我們會飛 作曲：戴偉 填詞：陳心遙 主唱：黃淑蔓                                                 | 《哪一天我們會飛》     | [ 34 ] |
| 2016年 （第35屆） | 穿越漩渦 填詞：林夕 作曲、主唱：羅大佑                                                              | 《太平輪：驚濤摯愛》   | [ 34 ] |
| 2016年 （第35屆） | 給王家欣 作曲：劉偉恆 填詞：陳詠謙 主唱：黃又南                                                     | 《王家欣》             | [ 34 ] |
| 2016年 （第35屆） | 念念 作曲：陳建騏 填詞：黃婷、陳建騏 主唱：劉若英                                                   | 《念念》               | [ 34 ] |
| 2016年 （第35屆） | 漆黑的海上 作曲、填詞、主唱：丁可                                                                   | 《踏血尋梅》           | [ 34 ] |
| 2017年 （第36屆） | 沙燕之歌 作曲：戴偉 填詞：陳心遙 主唱：Supper Moment                                                | 《點五步》             | [ 35 ] |
| 2017年 （第36屆） | (It is not a crime) It's just what we do 作曲、填詞、主唱：竇靖童                                   | 《七月與安生》         | [ 35 ] |
| 2017年 （第36屆） | 無敵 作曲、填詞：周星馳 主唱：鄧超                                                                  | 《美人魚》             | [ 35 ] |
| 2017年 （第36屆） | Better Tomorrow 作曲、填詞、主唱：波多野裕介                                                        | 《幸運是我》           | [ 35 ] |
| 2017年 （第36屆） | 讓我留在你身邊 作曲、填詞：唐漢宵 主唱：陳奕迅                                                      | 《擺渡人》             | [ 35 ] |
| 2018年 （第37屆） | 沒聽過的歌 作曲：金培達 填詞：陳少琪 主唱：鄭中基                                                   | 《大樂師·為愛配樂》    | [ 36 ] |
| 2018年 （第37屆） | Fake A Smile (For Hector) 作曲、填詞、主唱：李拾壹                                                  | 《29+1》               | [ 36 ] |
| 2018年 （第37屆） | 陌上花開 作曲：黃韻玲 填詞：林珺帆 主唱：譚維維                                                     | 《相愛相親》           | [ 36 ] |
| 2018年 （第37屆） | 長相廝守 填詞：梁栢堅、薑檸樂 作曲、主唱：ToNick                                                    | 《救殭清道夫》         | [ 36 ] |
| 2018年 （第37屆） | 我喜歡上你時的內心活動 作曲、填詞：韓寒 主唱：陳綺貞                                                | 《喜歡·你》            | [ 36 ] |
| 2019年 （第38屆） | 逆流之歌 作曲、填詞、主唱：RubberBand                                                               | 《逆流大叔》           | [ 37 ] |
| 2019年 （第38屆） | 陽光普照 作曲：劉宇軒 填詞：陳心遙 主唱：余香凝                                                     | 《非同凡響》           | [ 37 ] |
| 2019年 （第38屆） | Let Us Be The One 作曲：戴偉 填詞：陳心遙 主唱：Jan Curious                                         | 《無雙》               | [ 37 ] |
| 2019年 （第38屆） | 一起衝一起闖 作曲：陳光榮 填詞：馮曦妤、陳光榮、朱雋言 主唱：鄭伊健、陳小春、謝天華、錢嘉樂、林曉峰 | 《黃金兄弟》           | [ 37 ] |
| 2019年 （第38屆） | Tracey 作曲、填詞、主唱：陳蕾                                                                       | 《翠絲》               | [ 37 ] |

### 2020年代（2020 — 至今）
| 年份 （屆次）     | 歌曲 | 片名               | 來源   |
| ----------------- | --- | ------------------ | ------ |
| 2020年 （第39屆） | FLY 作曲：盧凱彤 填詞：盧凱彤、吳青峰 主唱：岑寧兒 | 《少年的你》       | [ 38 ] |
| 2020年 （第39屆） | 好好說 作曲、填詞：伍棟賢 主唱：鄭秀文 | 《花椒之味》       | [ 38 ] |
| 2020年 （第39屆） | 金都 作曲：林二汶 填詞：黃綺琳 主唱：鄧麗欣 | 《金都》           | [ 38 ] |
| 2020年 （第39屆） | 兄弟不懷疑 作曲：蔡曉恩 填詞：劉德華 主唱：劉德華、古天樂                                                                                                 | 《掃毒2天地對決》  | [ 38 ] |
| 2020年 （第39屆） | 灰色星塵 作曲：金培達 填詞：小美 主唱：郭富城 | 《麥路人》         | [ 38 ] |
| 2022年 （第40屆） | 時間的初衷 作曲：周國賢、恆仔@ToNick 填詞：鄭敏 主唱：周國賢、ToNick                                                                                      | 《一秒拳王》       | [ 39 ] |
| 2022年 （第40屆） | 歡迎嚟到呢座城市 作曲：戴偉、霍嘉豪 填詞：霍嘉豪、阿弗、陳心遙 主唱：霍嘉豪、阿弗、劉敬雯、Jan Curious、Kids Choir-戴天信、戴菲然、范芯堯、李寶瑜、莊冬晴 | 《狂舞派3》        | [ 39 ] |
| 2022年 （第40屆） | 對峙 作曲、主唱：謝霆鋒 填詞：喬星 | 《怒火》           | [ 39 ] |
| 2022年 （第40屆） | 神奇之路 作曲：戴偉 填詞：陳心遙 主唱：柳應廷 | 《媽媽的神奇小子》 | [ 39 ] |
| 2022年 （第40屆） | 濁水漂流 作曲、填詞、主唱：黃衍仁 | 《濁水漂流》       | [ 39 ] |
| 2023年 （第41届） | 我這樣活了一天 作曲：永夏 填詞：林若寧 主唱：鄭秀文 | 《流水落花》       | [ 40 ] |
| 2023年 （第41届） | 活誰的命 作曲：馮之行、黃力勤 填詞：冬誠𤍤 主唱：洪嘉豪                                                                                                   | 《正義迴廊》       | [ 40 ] |
| 2023年 （第41届） | 明日之明日 作曲：陳光榮 填詞：Oscar 主唱：Ansonbean、Winka@Collar                                                                                         | 《明日戰記》       | [ 40 ] |
| 2023年 （第41届） | 風雨不改 作曲：黃艾倫、翁瑋盈 填詞：陳詠謙 主唱：姜濤 | 《阿媽有咗第二個》 | [ 40 ] |
| 2023年 （第41届） | 狠愛狠愛你 作曲、主唱：王菀之 填詞：陳詠燊 | 《飯戲攻心》       | [ 40 ] |
| 2024年 （第42屆） | 填詞魂 作曲、主唱：謝雅兒 填詞：黃綺琳 | 《填詞L》          | [ 41 ] |
| 2024年 （第42屆） | 一個人走走 作曲、主唱：岑寧兒 填詞：王澄晞 | 《1人婚禮》        | [ 41 ] |
| 2024年 （第42屆） | 毋忘 作曲：戴偉 填詞：梁栢堅 主唱：謝安琪 | 《4拍4家族》       | [ 41 ] |
| 2024年 （第42屆） | 日光漂白 作曲：朱芸編 填詞：周耀輝 主唱：黃妍 | 《白日之下》       | [ 41 ] |
| 2024年 （第42屆） | Let's Get To The Top 作曲：戴偉 填詞：劉敬雯 主唱：大AL                                                                                                   | 《金手指》         | [ 41 ] |
| 2025年 （第43屆） | 普渡眾生 作曲、填詞、主唱：林家謙 | 《破·地獄》        | [ 42 ] |
| 2025年 （第43屆） | 久別重逢 作曲：陳光榮 填詞：Oscar 主唱：鄭伊健、陳卓賢 | 《久別重逢》       | [ 42 ] |
| 2025年 （第43屆） | 筆友 作曲：戴偉 填詞：梁栢堅、何妙祺 主唱：張天賦 | 《我談的那場戀愛》 | [ 42 ] |
| 2025年 （第43屆） | What If 作曲：戴偉 填詞：鍾說 主唱：陳蕾 | 《看我今天怎麼說》 | [ 42 ] |
| 2025年 （第43屆） | 㪐㩿 作曲：馮之行 填詞：王樂儀、周耀輝 主唱：邱彥筒 | 《寄了一整個春天》 | [ 42 ] |